# Modasa (carrocería)

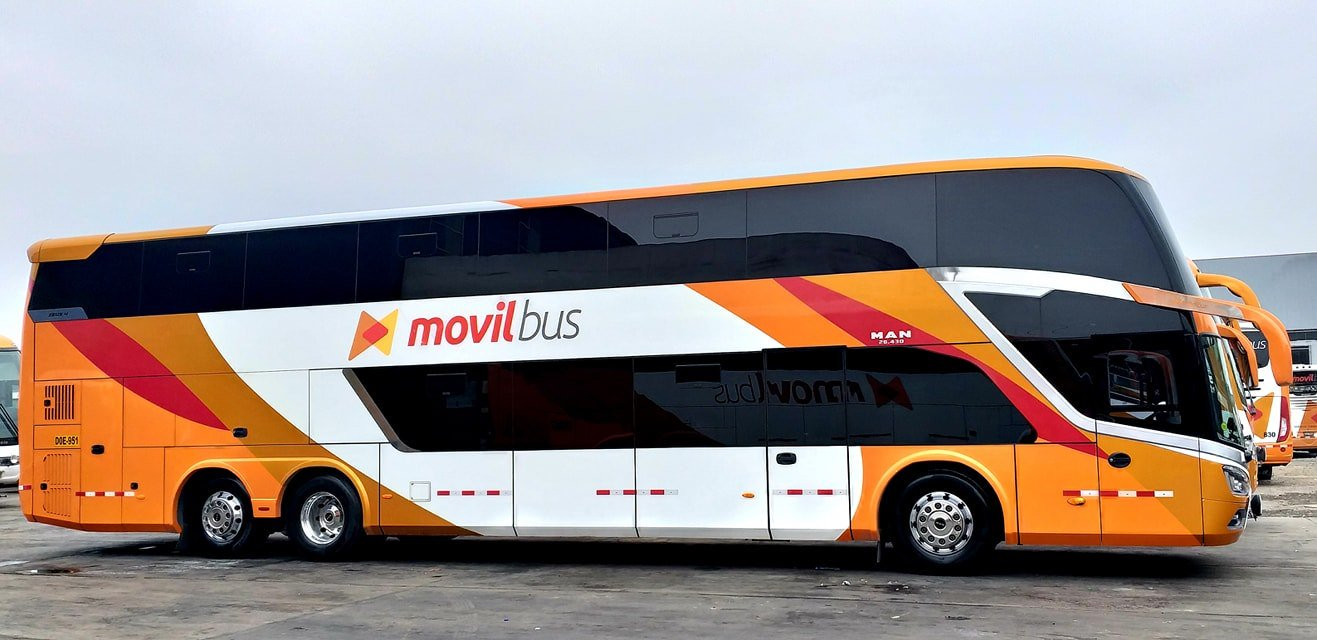
Bus Modasa Zeus 4

Motores Diesel Andinos S.A., más conocida como MODASA, es una empresa de fabricación y comercialización de buses peruanos con sede en Lima, Perú. Fue fundada en 1974, incluyendo autobuses, autocares y turísticos. La compañía también produce generadores y generadores móviles o grupos electrógenos, así como también servicios de conversión de vehículos a gas natural, reparación y mantenimiento de los mismos. Actualmente está financiada con capital privado 100 % peruano. Su sede y fábrica principal está ubicada en el kilómetro 38.2 la Antigua Carretera Panamericana Sur, distrito de Lurín.

## Historia
En junio de 1974 se constituye la empresa Modasa, siendo socios iniciales de grandes empresas como AB Volvo, Perkins Engines (filial de Caterpillar), la Corporación Financiera de Desarrollo del Perú (COFIDE) e Indeperú. Inició sus actividades en noviembre de 1977 en Trujillo, con el propósito de que el Perú desarrolle su industria de fabricación de motores, para convertirse en el principal fabricante de motores de la región andina. Comenzaron fabricando motores diésel para camiones AB Volvo y Dodge.
En 1983 se conforma el primer directorio de la empresa, agrupando a ingenieros y gerentes para la empresa.
El 1990, la empresa incursiona en grupos electrógenos. Esto es un nuevo rubro para la empresa, debido a la hiperinflación y crisis económica que aquejaban al país desde la década de los 80, sumado a ello la época del terrorismo en el Perú. Gracias a estas actividades, la empresa supera sus dificultades económicas.
En 1998, la empresa se muda a Lima, ubicándose en una planta de 30 000 m² en el distrito de Ate. En 2000, la empresa comienza a fabricar sus primeros chasis, iniciando el nuevo rubro del ensamblaje de chasis con motores Perkins. Allí inicia el rubro de carrocerías y mantenimiento de vehículos.
En 2006, la empresa fabrica su primer bus urbano a gas natural. En 2008, construyeron una nueva planta en Lurín para la fabricación de buses y grupos electrógenos. Esta planta hizo que se mejore y aumente la productividad de buses.
En 2010, Modasa produjo 450 buses con tecnología Euro V, entre articulados y alimentadores, para el proyecto vial BRT del Metropolitano, tras haber ganado una licitación de la Municipalidad Metropolitana de Lima. 
En 2015, la empresa fue premiada por la contribución del desarrollo económico en el país, con un galardón de exportación otorgada por la Asociación de Exportadores (ADEX).
En 2016 fabricaron el grupo electrógeno más potente del país de 23 toneladas de peso, para el uso exclusivo de la minera Corporación de Aluminio de China (Chinalco) en sus actividades en el país.
En 2017 superaron las pruebas respecto a la norma europea R66, que garantiza la seguridad absoluta de los pasajeros en caso de vuelcos o accidentes similares. Esto convierte a la empresa como la primera fabricante de buses en Latinoamérica en cumplir los requisitos exigidos por la Comisión Económica de las Naciones Unidas para Europa (CEPE), además recibiendo un premio del Consejo Nacional de Ciencia, Tecnología e Innovación Tecnológica (CONCYTEC) en la categoría de Innovación Tecnológica por el diseño y fabricación del modelo articulado IronBus. En ese tiempo, comenzó a incursionar en nuevos mercados como Chile, Ecuador, Colombia, Bolivia y México. Además, se consolida como uno de los principales proveedores de grupos electrógenos en toda la región.
En 2019 recibe la recocida certificación UL 2200, prueba que determina si un producto puede ingresar a los Estados Unidos y Canadá. Esto es cumplido en sus generadores eléctricos.
En 2020, la empresa presenta el primer bus eléctrico fabricado en Perú: el Modasa E-Titán.
Al año siguiente, debido al contexto de la pandemia de COVID-19 en Perú, fabricaron las seis primeras plantas de oxígeno Modasa KMO2-20, siendo presentadas por el, aquel entonces, presidente Francisco Sagasti. Estas fueron fabricadas por solicitud de Respira Perú.
Actualmente la división Modapower de la marca, encargada de la venta de grupos electrógenos, tiene presencia en más de 20 países de América liderada por el gerente de división Waldemar Schroder Romero y el gerente de ventas internacional Jorge Lucar Cadillo.

## Vehículos

### Modasa Zeus

#### Serie Zeus 1
Este es un bus interprovincial de 2 pisos, que es usado en chasis Man y Scania, salió alrededor del año 2000.

#### Serie Zeus 2
Al igual que el Zeus 1, es interprovincial de 2 pisos y usado en chasis Man y Scania. Salió a fines de la década de los 2000.

#### Serie Zeus DP
Igual que los anteriores un bus interprovincial de 2 pisos usado con los mismos chasis. Salió meses después que el Zeus 2.

#### Serie Zeus 3
Aquí es donde comienza la revolución de MODASA, este fue el primer bus fabricado en Perú que entró a un mercado exigente en Latinoamérica, es interprovincial de 2 pisos, y usa chasis Man, Scania y Volvo. Salió en el año 2014.

#### Serie Zeus 360
Este es el primer bus interprovincial de un solo piso de MODASA, salió al mismo tiempo que el Zeus 3 y es usado sobre los mismos chasis.

#### Serie Zeus 4
Este autobús interprovincial de 2 pisos llega a un mercado más exigente que el anterior, salió en el año 2019, este bus circula en países como Bolivia, Colombia, Chile y México. Es usado sobre chasis de las marcas Man, Scania y Volvo. Cumple con la Normativa europea sobre emisiones Euro V (5).

#### Serie Zeus 380
Es igual que el Zeus 360 solamente que una versión más completa y más moderna, salió en 2022, tiene casi la misma tecnología de la siguiente serie a continuación.

#### Serie Zeus 5
Este es el último de esta especie, es de 2 pisos y tiene retrovisores con cámara (a elección del cliente), salió en el año 2023 y cumple con la  Normativa europea sobre emisiones Euro VI (6), siendo usado sobre chasis Man, Scania y Volvo, además que es a Gas Natural Vehicular (GNV).

### Modasa Titán

#### Serie 2000
El primer Titán lanzado al mercado y único en su especie. Hoy en día, esta unidad es perteneciente a la Armada del Perú para el servicio de transporte escolar, en chasis Volkswagen 17-210 OD Euro II y se puede observar en el siguiente post.

#### Series 2005-2011
Este es el inicio de una gran leyenda de las calles de Lima, es un bus urbano de 12 metros, estos 2 son usados sobre chasis Volkswagen 17-210 OD o Mercedes-Benz OF-1721 que cumplen con la Normativa europea sobre emisiones Euro II (2).

#### Series 2012-2014
Aquí ya comienza a ser más amigable con el medio ambiente, es usado sobre chasis Volkswagen 17-210 OD que cumple con la Normativa europea sobre emisiones Euro V (5) y es a Gas natural vehicular, aunque hay algunos del año 2012 que tienen chasis Mercedes-Benz OF-1721 Euro II. También es usado en los Corredores complementarios Rojo y Azul en su versión dual.

#### Series 2016-2018
Usan los mismos chasis Volkswagen y Mercedes-Benz (Incluyendo 17-230 OD GNV Euro V) junto a chasis Agrale MA 17.0 e Iveco 170S28 pero más ecológicos siendo a Gas natural vehicular y tiene un diseño diferente y más moderno. Los del año 2016 se usan en los Corredores complementarios en su versión dual y en empresas de transporte urbano el 2016 y 2018 (puede variar entre bus dual o padrón).

#### Series 2020-2022
Estos son los últimos modelos. Usan tres tipos de chasis Volkswagen:
1. 17-210 OD GNV Euro V
2. 17-230 OD GNV Euro V
3. 17-260 OD. Estos, del año 2022, están presentes en la flota del transporte privado de la Universidad Nacional de Ingeniería (UNI) y en la empresa Rápido Transurbano S.A.C. con la ruta 8112 "La C". Conllevan un diseño más dinámico.

#### E-Titán
Este fue el primer bus eléctrico fabricado en Perú. Salió en el año 2019, y circula en el SIT de Arequipa. Es chasis Volkswagen.

#### Serie 2023
Igual al E-Titán, solo que se usa con chasis Volkswagen 17-230 OD GNV Euro V, presente en empresas como ET Santo Cristo de Pachacamilla SA, ET Salamanca Parral SA, Virgen de la Puerta SA y ET Simón Bolívar SA.

#### Serie 2024
De 10.5 metros, con chasis Dongfeng EQ6900TN5AC GNV, que encontramos en una empresa chimbotana ET Nuevo California SA, y en empresas Limeñas como Consorcio Movil Express SA, ETSM Satélite SA (El Urbanito) y Nueva América SA en la ruta ICR05 "C".

### Modasa Apolo

#### Apolo Urbano
Estos buses son iguales a los MODASA Titán, solo que más pequeños de 9 metros, usan chasis Volkswagen 9-150 EOD, 10-160 OD y Agrale MA 10.0. Estos se pueden ver en las rutas alimentadoras del Corredor Azul y empresas con limitaciones económicas.

#### Apolo Minero
Parecidos a los Zeus con los mismos chasis Scania, Volvo y MAN. Solamente que son de 1 solo piso y de 9 metros. Su última versión es Apolo 10

#### E-Apolo
Igual a los Mineros solo que es eléctrico, es propiedad de la empresa El Horizonte.

### Modasa-Huanghai-Bonluck Bus (colaboración)

#### Huanghai DD6187S02BonLuckDD6181S32
Es un bus articulado, de este se fabricaron cientos para el Sistema de Transporte BRT Metropolitano de Lima, cumplen con la Normativa europea sobre emisiones Euro IV (4).

#### Zeus Urbano BRT Bonluck JXK6181BZNG
Este bus también es articulado, solamente que fue fabricado para el Metroplús de Medellín en Colombia, tiene una forma extremadamente similar y faros traseros diferentes a los del Metropolitano, cumple con la Normativa europea sobre emisiones Euro EEV.

#### Huanghai DD6129S71
Este es un bus convencional de 12 metros y es usado en el sistema alimentador del Metropolitano de Lima. Cumple con la normativa Euro 4.

### Modasa Hermes
Se parece al MODASA Titán Urbano 2020 solamente que es de menor tamaño, es usado sobre chasis Volkswagen.

### Modasa IronBus (articulado)

#### Primera generación
Se lanzó en el año 2018 para el uso exclusivo de los Corredores complementarios. Usa chasis Volkswagen, que puede ser cambiado a elección del cliente, y cumple con la normativa Euro 5. Tiene 18.5 metros de largo, 2,545 mm de ancho y 3,380 mm de alto. Cuenta con 42 asientos y puede transportar 118 pasajeros parados, además de una silla de ruedas del vehículo.

#### Segunda generación
Lanzado en el año 2024 para la renovación de la flota del Metropolitano de Lima, cumple con la Normativa europea sobre emisiones Euro 6 y es a Gas natural vehicular, cuenta con 18 puertos USB, Aire acondicionado con purificador de aire, cámaras de seguridad y tablero multiplex, y conlleva chasis Scania K330. El consorcio Lima Bus Internacional adquirió 80 de estos, de los cuales 20 circularán 20 o 40.

### MODASA Zorbabus
Bus del año 2016 solo presente en CDMX con chasis Volkswagen 17-280 OT GNV Euro VI, con una longitud de 12 metros

### Modasa E-Mototaxi
Es un típico mototaxi, solamente que es amigable con el medio ambiente al ser eléctrica. Salió en 2019 junto al E-Titán Urbano y no circula en Perú por su elevado costo.